# Kuala Lipis
Kuala Lipis – miasto w Malezji w stanie Pahang. W 2000 roku liczyło 13 605 mieszkańców.